# ШАС
ШАС (ивр. ש"ס‎, от ивр. שומרי מסורת ספרדיים‎, шомрей масорет сфарадим, рус. соблюдающие Тору сефарды) — израильская ультра-религиозная политическая партия. ШАС представляет интересы ортодоксальных евреев, а также потомков прибывших из арабских стран в основном в 1950—1970-е гг. сефардов и мизрахим.
Партия ШАС была создана в преддверии выборов 1984 года, при поддержке ашкеназского раввина Элиэзэра Менахема Шаха и главного сефардского раввина Израиля Овадьи Йосефа, который вплоть до своей кончины 7 октября 2013 года являлся духовным лидером партии.
По состоянию на 2021 год партия имеет 9 мандатов в Кнессете и входит в правительственную коалицию. Лидер партии Арье Дери.
Управление партией осуществляет Совет мудрецов Торы, совет назначает кандидатов в партийный список партии и определяет политику партии. Помимо Совета мудрецов Торы, существуют также светские органы управления партией, но эти органы ничего не решают и не влияют на партийную политику.

## История
Перед выборами в муниципалитет Иерусалима 1983 года группа религиозных сефардских евреев, недовольных восточным крылом партии «Агудат Исраэль», решает сформировать собственное движение, защищающее права сефардов. Духовное благословение они получили от раввинов Овадьи Йосефа и Элиэзера Шаха. Политическими руководителями партии стали Нисим Зеэв и Шломо Даан. Тогда же был создан «Совет Мудрецов Торы» (מועצת חכמי התורה), по подобию уже действовавшего Объединения партии «Агудат Исраэль». Новая партия получила три мандата в муниципалитете Иерусалима и решила опробовать силы во всеобщих выборах. Недовольство хасидов, вызванное успехом «ШАС», привело к разброду в рядах «Агудат-Исраэль», и раввин Шах дал указание литвакам голосовать за новую сефардскую партию. Уже в 1984 году депутаты от «ШАС» впервые входят в кнессет, получая четыре мандата (два за счёт избирателей «Агудат-Исраэль»), что явилось полной неожиданностью для политических комментаторов. Первым председателем партии стал раввин Ицхак Перец, получивший пост министра внутренних дел Израиля. В 1990 году лидером партии и министром внутренних дел стал Арье Дери, восходящая звезда израильской политики. После выборов 1992 года «ШАС» входит в левое правительство Ицхака Рабина, но после подписания Ословских соглашений выходит из коалиции.

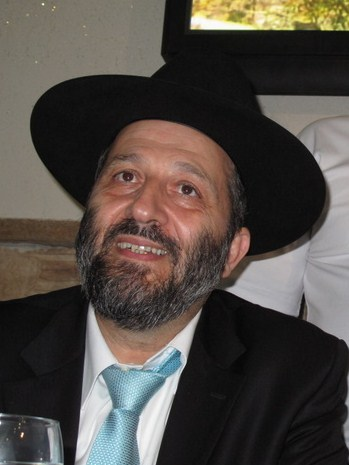
Арье Дери политический лидер партии «ШАС».

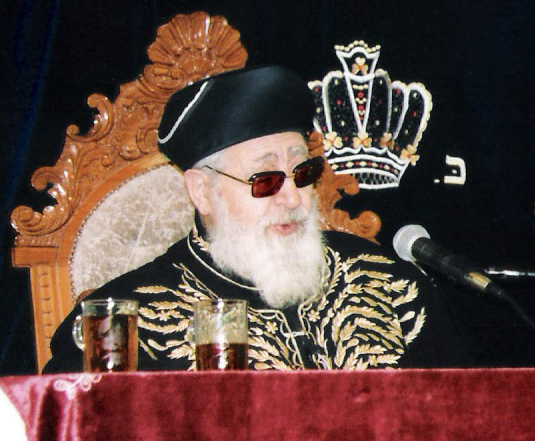
Раввин Овадья Йосеф, духовный лидер партии «ШАС» с 1983 по 2013 год.

На выборах 1996 года «ШАС» получает 10 мандатов, а в 1999 году — 17, тем самым став третьей по величине (после «Аводы» и «Ликуда)» партией в кнессете. За «ШАС» проголосовали более 400 000 избирателей, что было пиком успеха партии. Новый лидер «ШАС» Эли Ишай занял пост министра внутренних дел. В 2003 году партия получила 11 мандатов, а ещё через три года, в 2006 — 12. На выборах в кнессет 2009 года «ШАС» получает 11 мандатов и входит в правительство Биньямина Нетаньяху. На выборах в Кнессет 2013 года партия снова получила 11 мандатов, но не вошла в правительство, а предпочла остаться в оппозиции.

## Название
Название «ШАС» на самом деле не является официальным названием партии — каждая партия при регистрации получает букву (или две-три буквы), которые указываются на избирательном билете. Полученные партией буквы (Шин-Самех) оказались символичными, поскольку аббревиатурой «ШаС» принято называть шесть разделов (шиша сдарим) Талмуда. Уже в первой предвыборной кампании эти буквы стали известны более широко, чем настоящее имя партии.
Перевод оригинального названия партии «ШАС» — «Всемирное единство сефардов, соблюдающих Тору».

## Платформа
Придерживается социал-религиозной платформы. Основа программы: защита интересов социально слабых слоёв населения.
Отстаивает строжайшее соблюдение «закона Моисеева» (так, активисты партии протестовали против проведения гей-парада в Тель-Авиве).

## Депутаты от партии ШАС в кнессете 19-го созыва
1. Эли Ишай (вышел из рядов партии 15 декабря 2014 года)[8]
2. Арье Дери
3. Ариэль Атиас
4. Ицхак Коэн
5. Мешулам Наари
6. Амнон Коэн
7. Яаков Марги
8. Давид Азулай
9. Ицхак Вакнин
10. Нисим Зеэв
11. Авраам Михаэли

## Интересные факты
- За всё время существования «ШАС», ни одна женщина не была представлена в списках партии[9][10][11].
- Ряд депутатов кнессета от «ШАС» были признаны виновными в уголовных преступлениях (Арье Дери, Рафаэль Пинхаси, Яир Леви, Яир Перец, Шломо Бенизри, Офер Хуги)[12].
- Кандидаты на выборы от партии определяются не на праймериз, а назначаются «Советом Мудрецов Торы».